# Ріта Дакота
Ріта Дакота (біл. Рыта Дакота; справжнє ім'я Маргарита Сергіївна Герасимович; нар. 9 березня 1990, Мінськ, Білоруська РСР, СРСР) — російська та білоруська співачка, композиторка та авторка пісень

## Біографія
Народилася 9 березня 1990 року в Мінську.
Почала займатися музикою в п'ять років. Коли Маргариті виповнилося 7 років, вона почала навчатися у музичній школі. Навчалася в класі фортепіано. Техніку вокалу Маргарита вивчала у шкільному хорі. Брала участь у різноманітних конкурсах та фестивалях, здобула перемогу в конкурсі «Квітней, Беларусь».
У 10 років написала першу пісню.

### Початок музичної кар'єри
У 2004 році Ріта почала писати пісні для власної панк-групи, деякі з них вона продала представникам радіостанцій.
Закінчивши школу, Ріта вступила у студію вокалу «Форте» в Мінську. Водночас Ріта займалася графіті та малюванням. Майстри графіті з Португалії, побачивши малюнки Ріти, назвали їх «дакотат», що перекладається як «багатогранність». Звідси походить сценічний псевдонім Ріти — Дакота.
Вищу освіту Ріта здобула у Всеросійському державному інституті кінематографії за спеціальністю звукорежисер.
У 2005 році Ріта взяла участь у білоруському музичному конкурсі «Звёздный дилижанс» («Зірковий диліжанс»).

### «Фабрика зірок»
У 2007 році Ріта приїхала до Москви на кастинг шоу «Фабрика зірок». Дівчина мріяла не про власну участь, їй хотілося показати диски зі своєю музикою відомим російським продюсерам. Ріту було запрошено до участі в конкурсному відборі, у якому вона успішно пройшла кастинг. На всіх етапах проєкту Дакота виконувала свої власні пісні, а також писала композиції для колег по проєкту. Хітом стала пісня «Спички» («Сірники»), яку з Інтернету завантажили більше мільйона разів. На проєкті Ріта познайомилася з майбутнім чоловіком Владом Соколовським.

### Сольний проєкт

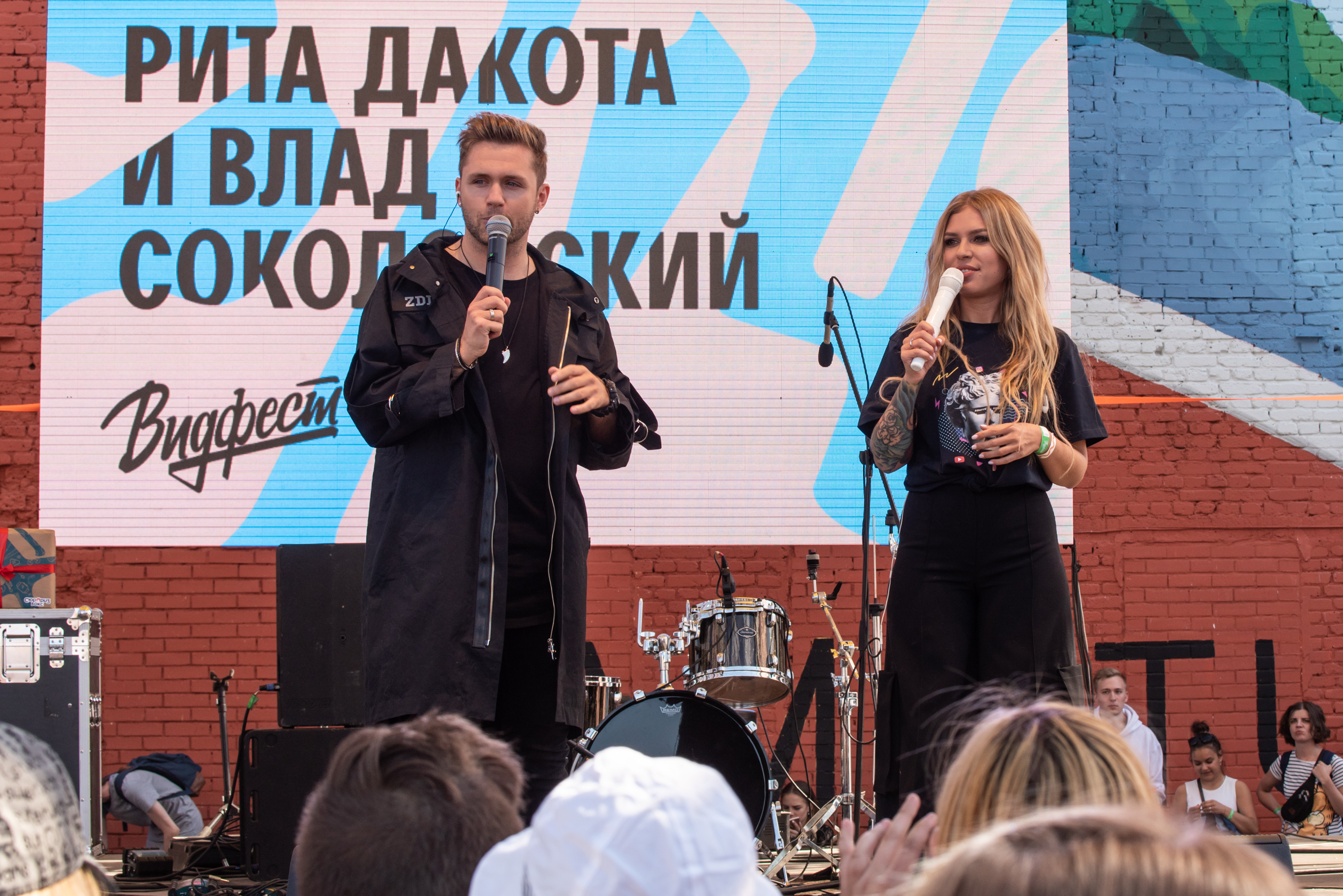
Влад Соколовський та Ріта Дакота на «Відфест» у Санкт-Петербурзі, 2018

Після завершення проєкту Ріта зникла з телеекранів, адже відмовлялася виконувати чужі пісні. Вона організувала власну рок-групу Monroe, виступала на фестивалях «Нашествие» («Нашестя») та «Kubana». Згодом пісні Ріти Дакоти почали купувати відомі артисти: Йолка, Зара, Світлана Лобода. Ріта є співавтором треку «Твои глаза» («Твої очі»).
У 2015 році Ріта Дакота взяла участь у проєкті «Главная сцена» («Головна сцена») на телеканалі «Росія-1». З авторськими композиціями вона вийшла у півфінал конкурсу. На конкурсі її наставником став відомий продюсер Віктор Дробиш.
У 2016 році Ріта Дакота написала трек «Полчеловека» («Пів людини»).

## Сім'я
Батько — Сергій Герасимович, інженер звукозапису; мати — Світлана Герасимович, вихователька у дитячому садку.
Колишній чоловік — Влад Соколовський, з яким вона брала участь у шоу «Фабрика зірок» у Росії. Має дочку Мію.

## Дискографія

### Студійні альбоми
- Стаи Китов (2020)

### Сингли
- Спички (2008)
- Полчеловека (2016)
- Боюсь, что да (2017)
- Кто (2017)
- Нежность (2018)
- Цунами (2018)
- Новые линии (2019)
- Не умеешь любить (2019)
- Мантра (2019)
- #Фиолет (feat. Катя Ковская) (2019)
- Застрелить (2019)
- Электричество (2020)
- Косуха (2020)
- Уходи (2020)
- Колыбельная (2020)

#### Участь у альбомах інших виконавців
- L'One — «Гравитация» («Музыка. Счастье. Любовь»)

#### Участь у збірках пісень
- «Тузін. Перазагрузка[be-x-old]» (2009), трек «Запалкі»

## Відеокліпи
| Рік  | Кліп          | Назва українською | Режисер        | Альбом      |
| ---- | ------------- | ----------------- | -------------- | ----------- |
| 2015 | Перчатки      | Рукавички         | Star pro       | без альбому |
| 2015 | Первая Зима   | Перша Зима        | Star pro       | без альбому |
| 2016 | Полчеловека   | Пів людини        | Карина Кандель | Стаи китов  |
| 2017 | Кто           | Хто               | Карина Кандель | без альбому |
| 2018 | Нежность      | Ніжність          | Алина Пязок    | без альбому |
| 2018 | Цунами        | Цунамі            | Карина Кандель | без альбому |
| 2019 | Новые линии   | Нові лінії        | Карина Кандель | без альбому |
| 2019 | Мантра        | Мантра            | Рита Дакота    | без альбому |
| 2020 | Электричество | Електрика         | Карина Кандель | Стаи китов  |
| 2020 | Армагеддон    | Армагедон         | Карина Кандель | Стаи китов  |
| 2020 | Рубашка       | Сорочка           | Лекс Пронин    | Стаи китов  |